# Fauskasandur
Fauskasandur är en strand i republiken Island.   Den ligger i regionen Austurland, i den östra delen av landet, 400 km öster om huvudstaden Reykjavík.

## Bildgalleri

Fauskasandur
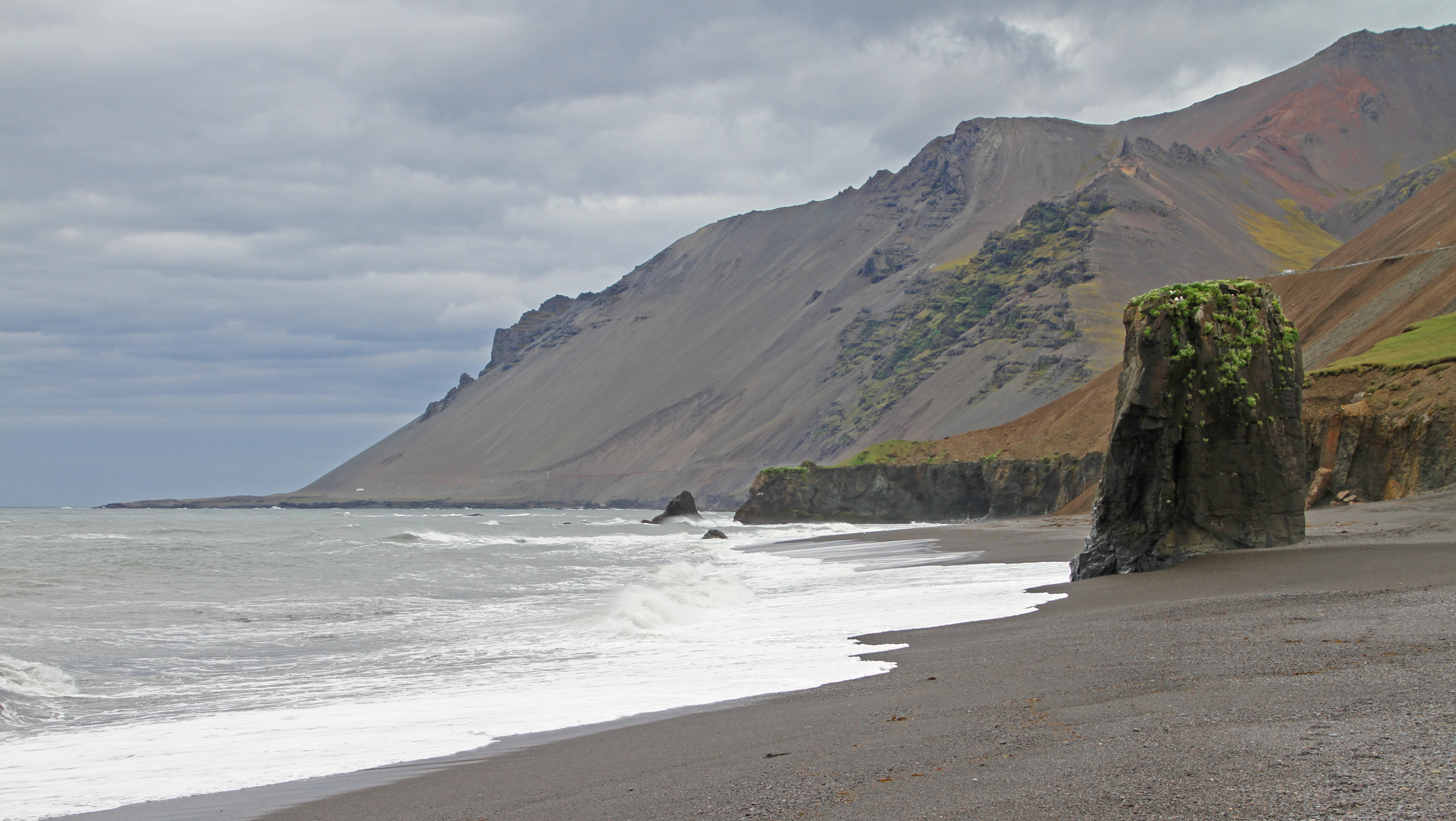
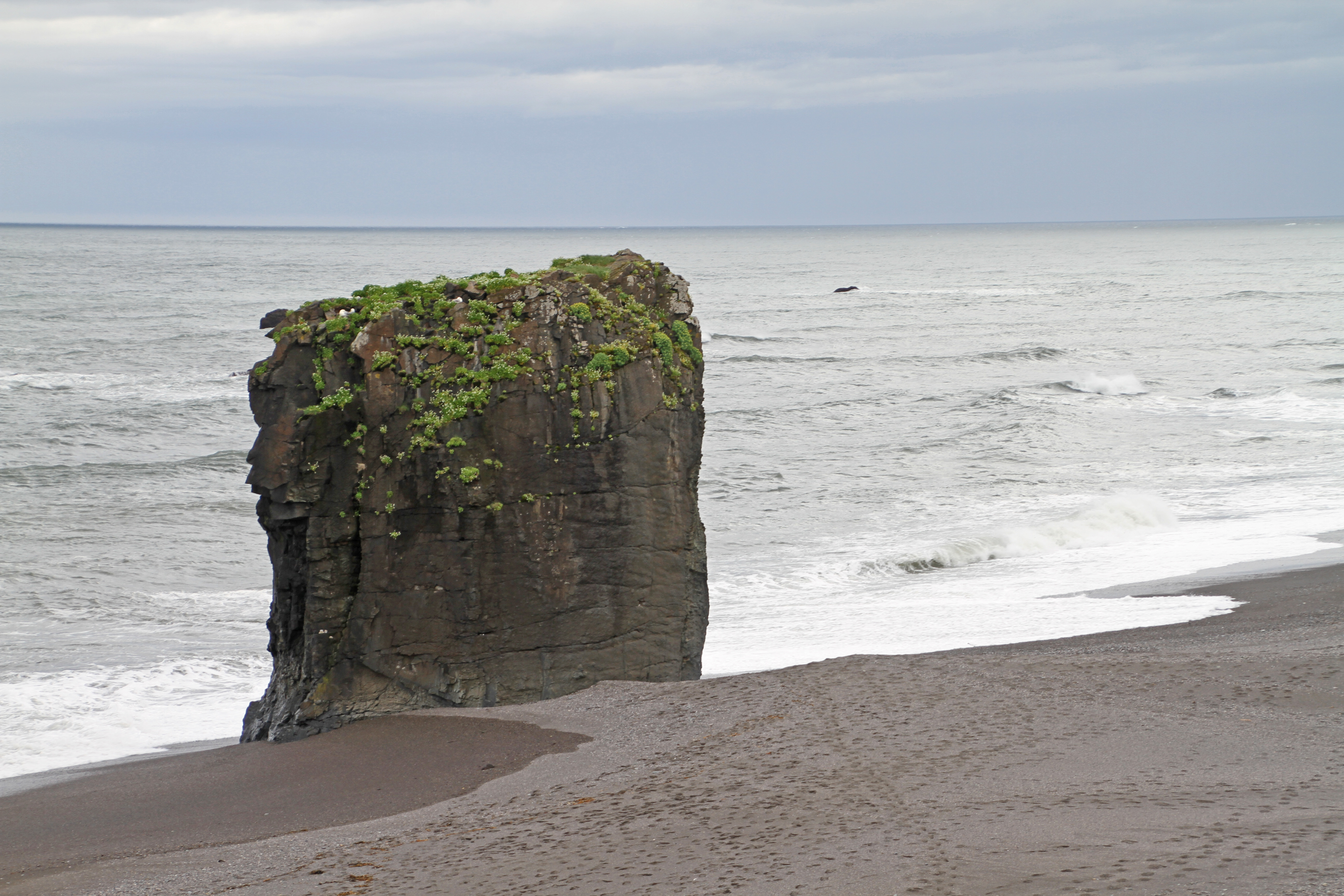
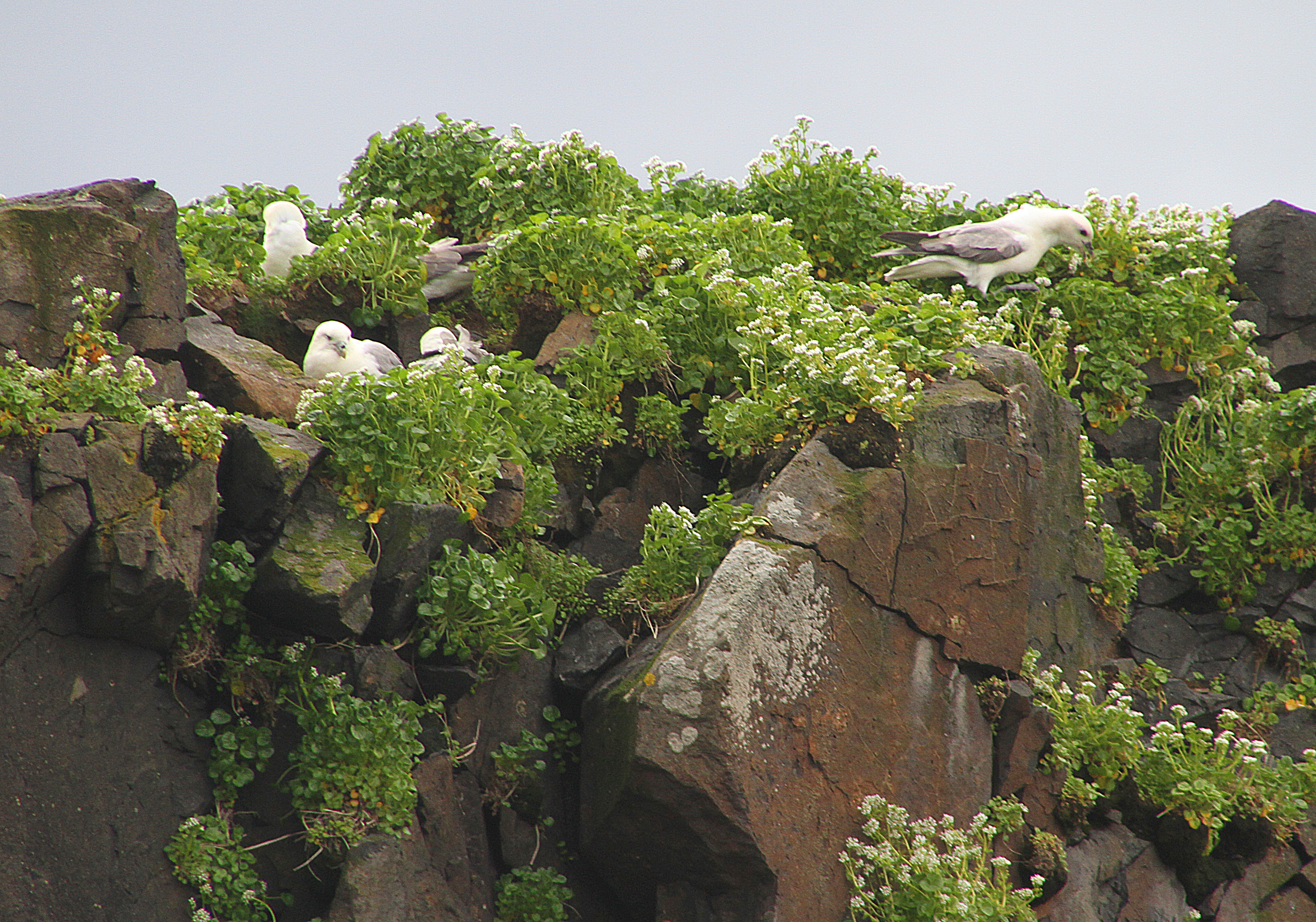
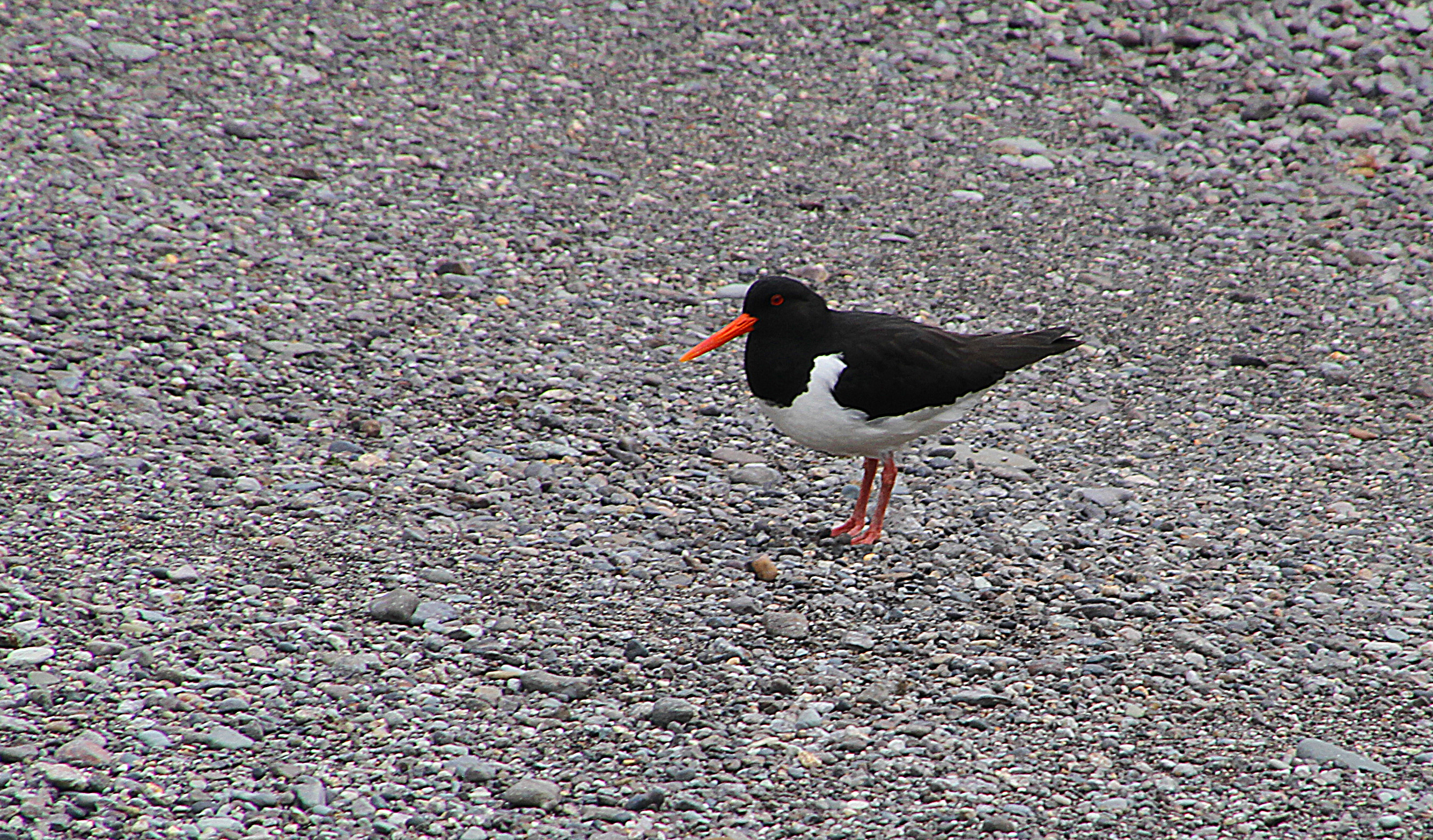
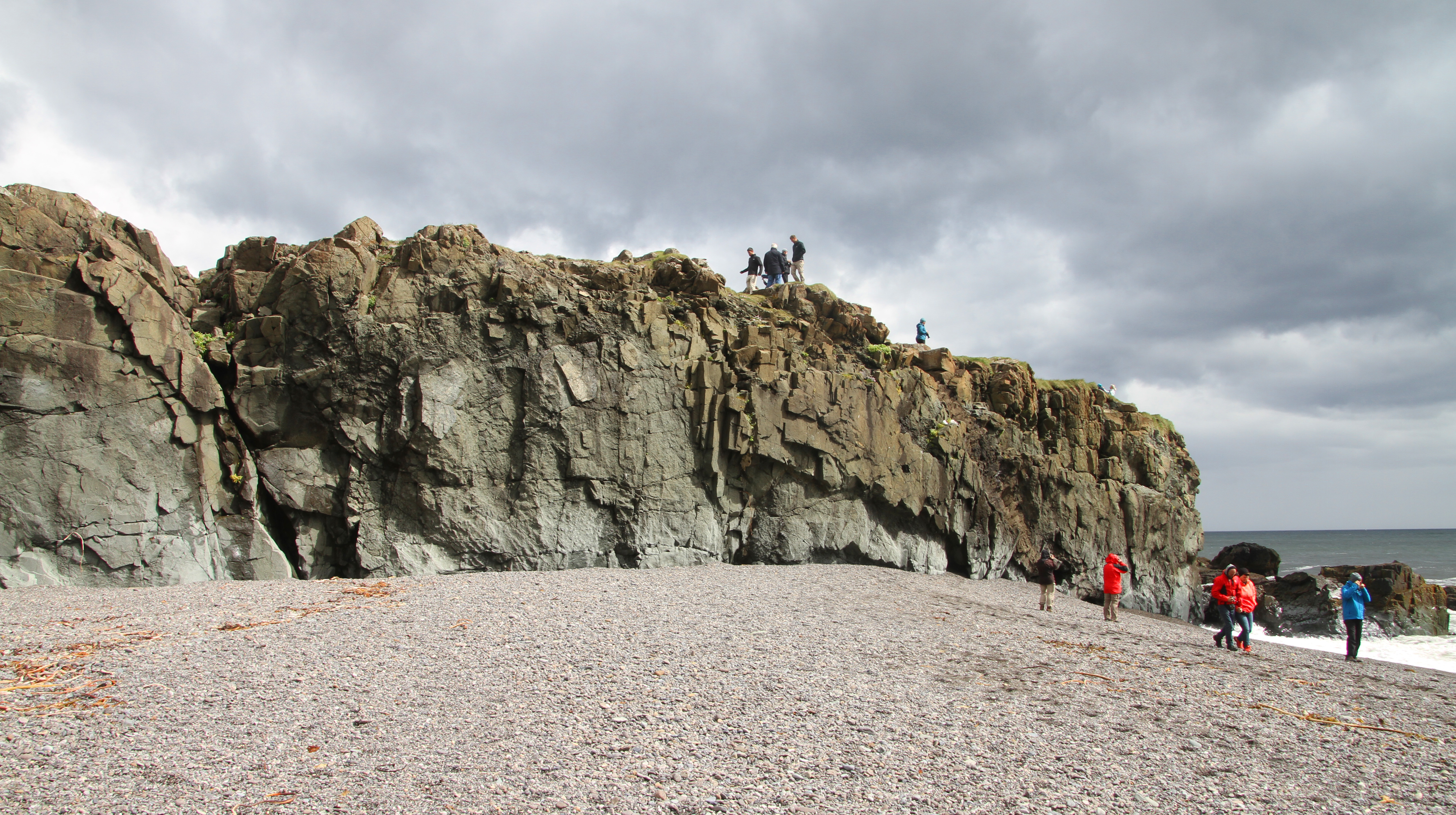
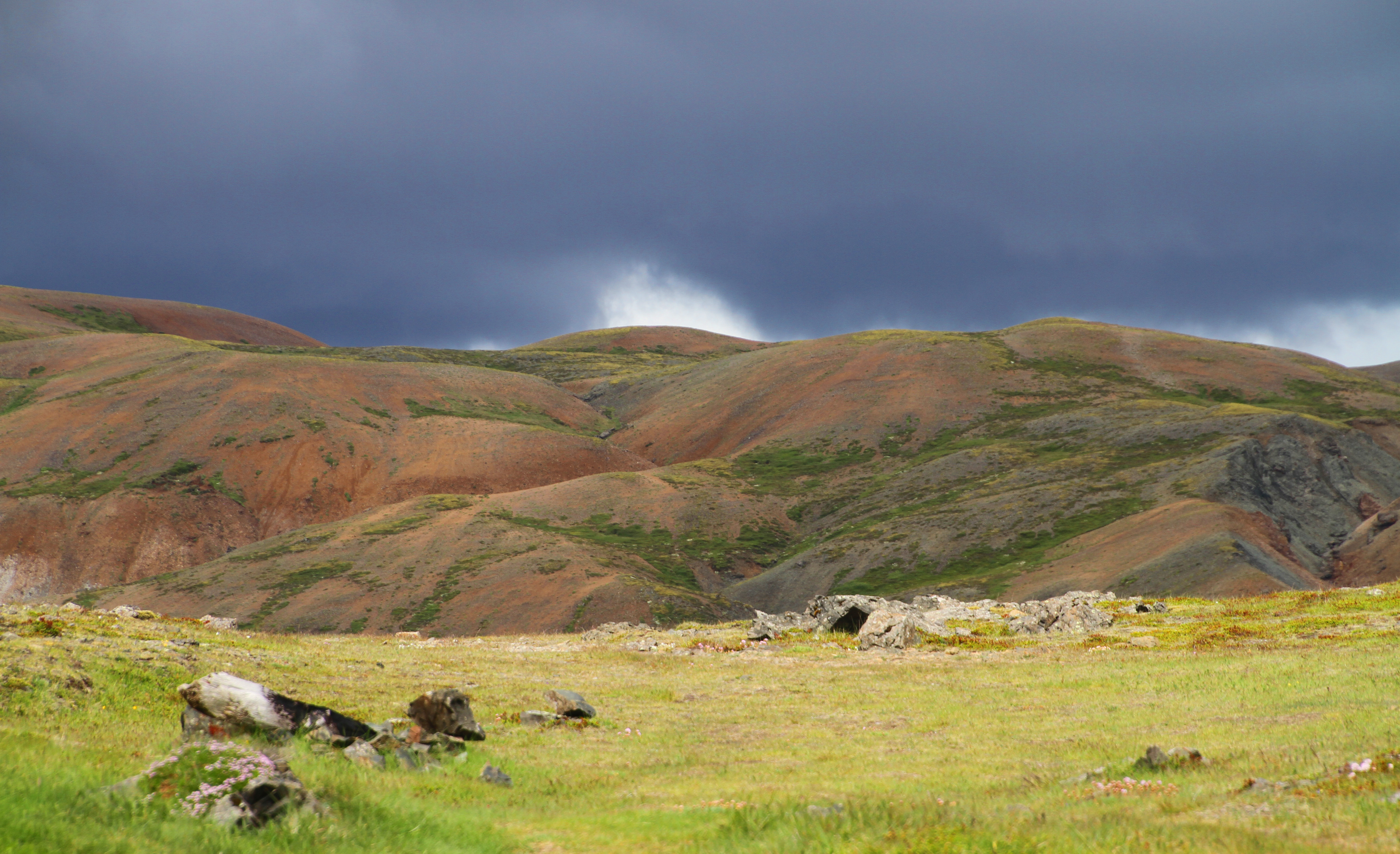